# Pala Pucci
La Pala Pucci è un dipinto a olio su tavola (214x195 cm) di Pontormo, databile al 1518 e conservata nella chiesa di San Michele Visdomini a Firenze. È il dipinto a olio più grande conosciuto di questo pittore.

## Storia
L'opera risale al 1518 quando venne eseguita su commissione di Francesco di Giovanni Pucci, uomo di fiducia dei Medici e Gonfaloniere di Giustizia. La data si trova impressa sul libro aperto sulle ginocchia di san Giovanni Evangelista. Da allora la chiesa ha sempre mantenuto la sua collocazione ed è uno dei rari capolavori dell'artista che ancora si trovano nella cappella per cui furono dipinti, anche se all'epoca la chiesa aveva le forme gotiche che vennero cambiate dal restauro settecentesco, che diede l'aspetto architettonico attuale.
La pala fu lodatissima dal Vasari che la considerava "la più bella tavola che mai facesse questo rarissimo pittore".

## Descrizione e stile

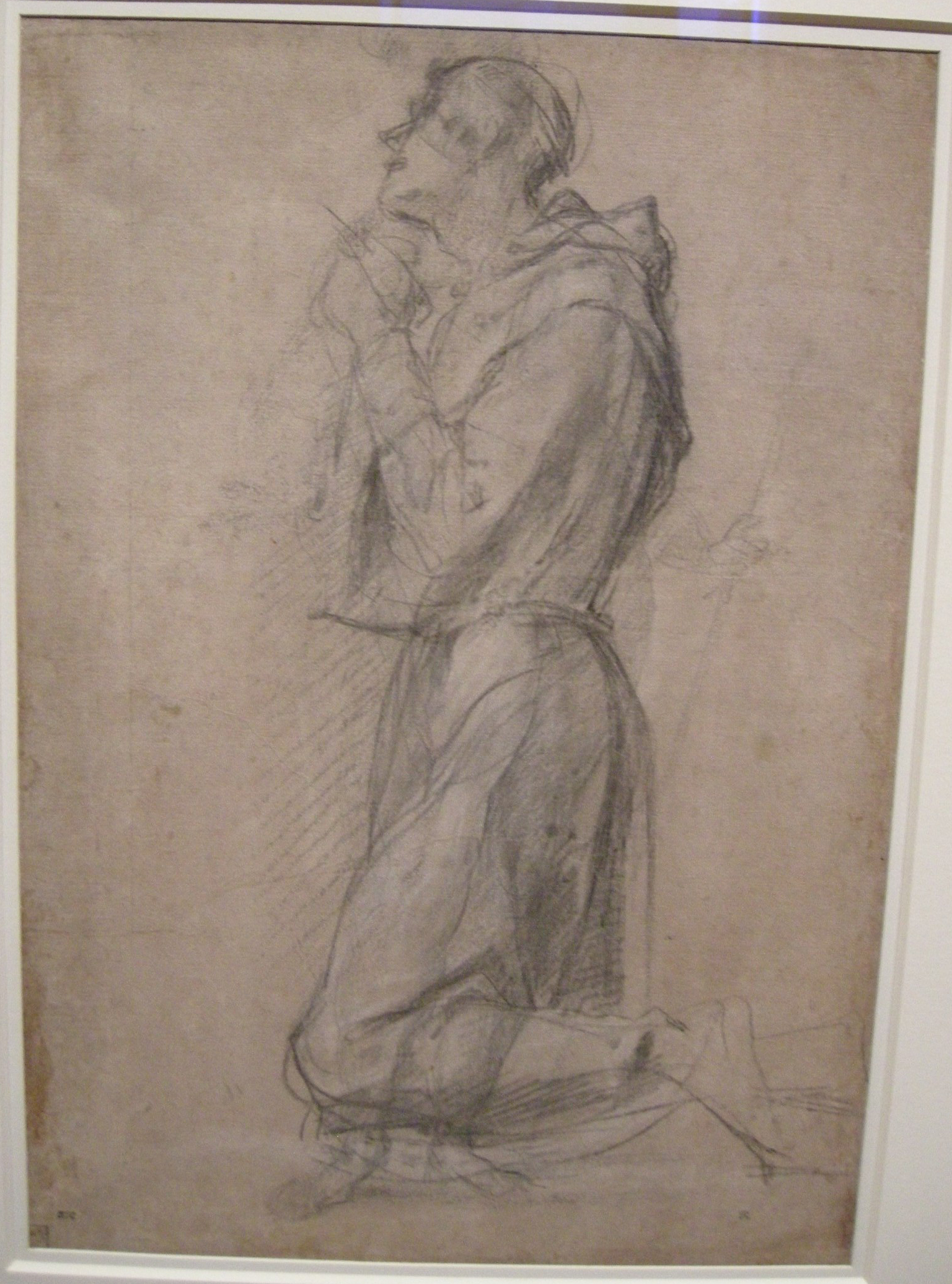
Studio per il san Francesco, Getty Museum

Rompendo bruscamente con la tradizione fiorentina della sacra conversazione, Pontormo non organizzò i personaggi attorno al fulcro centrale della Madonna col Bambino, ma li allontanò spargendoli con disinvoltura su tutta la superficie del dipinto, inventando così nuovi schemi che giocano su nuove linee di forza.
Maria sta al centro, entro una nicchia, ma non tiene in braccio il Bambino, indica piuttosto verso l'altare della chiesa (la pala è sulla parete destra), verso il quale si rivolgono anche il Bambino, tra le braccia di san Giuseppe pure girato. Giovanni evangelista sta seduto su un ceppo (su cui si vede la sigla DN) in basso a sinistra, col corpo allungato e rilassato, e guarda verso l'aquila, suo animale totemico, che gli ispira le parole del Vangelo che sta scrivendo con penna alla mano e libro aperto sulle gambe. Al centro san Giovannino indica il Bambino col suo gesto più tipico e guarda verso Francesco d'Assisi, inginocchiato dietro di lui e rivolgente un'estatica preghiera a Gesù. Più a destra torreggia Giacomo maggiore, col bordone e con lo sguardo rivolto allo spettatore, e la sua figura si prolunga in quella di un angioletto che sposta una tenda, al quale fa eco un altro posto simmetricamente a sinistra, in posizione contrapposta.
Lo schema è dunque quello di due zone, destra e sinistra, che si sfilacciano lungo la diagonale e che trovano un raccordo ideale nella testa della Vergine, vertice di un ipotetico triangolo con alla base l'Evangelista e san Francesco. Le torsioni complesse, la pluralità di gesti e l'animazione dei personaggi annulla qualsiasi effetto di simmetria, nonostante le due metà siano popolate dallo stesso numero di personaggi. In nessun caso gli sguardi si incrociano
Lo sfondo scuro, così inconsueto, aumenta gli effetti di sfumato e attuisce i colori, ma amplifica anche il senso di illuminazione sulle figure. Giovanni e Giuseppe infatti sono investiti dalla luce più forte, che allude allo Spirito Santo, che ispira le loro azioni e la scrittura del Vangelo. Ciò accentua anche la fisionomie, come dimostrano i profondi solchi dell'età di Giuseppe e Giovanni. La preminenza di Giuseppe è da leggere in relazione alle dispute teologiche di quegli anni, e in questo senso anche la presenza di san Jacopo è emblematica, poiché nel vangelo apocrifo che a lui poteva essere attribuito (il Protovangelo di Giacomo) si parla dell'infanzia di Cristo e loda la cura paterna di san Giuseppe. La presenza di san Francesco d'Assisi è invece legata al nome del committente e alla devozione che il suo ordine tributò al Bambin Gesù.
Accentuata è la caratterizzazione psicologica di ogni personaggio, così diversa dall'indefinito sentimentale praticato dai fiorentini appena fino a una ventina d'anni prima. La profondità è ridotta e genera un senso di compressione dello spazio: in generale l'effetto è quello di un'inquieta instabilità.